# Les Anneaux d'or
Les Anneaux d'or è un cortometraggio del 1956 diretto da René Vautier con protagonista Claudia Cardinale.
È un omaggio alla figura della donna e in particolar modo alle donne di Mahdia, che con le loro azioni hanno contribuito alla crescita economica ipotecando i loro averi per salvaguardare il lavoro nel loro paese.

## Trama
Nella Tunisia del dopoguerra, nel tempo della carestia e della successiva indipendenza tunisina, i grandi imprenditori dei pescherecci decidono di vendere le proprie barche per vantaggiosi guadagni e profitti personali, mentre i proprietari più piccoli subiscono gravi rallentamenti produttivi e perdita del lavoro. Le mogli dei pescatori decidono di attuare una vera coalizione unendo i propri anelli d'oro e le proprie fedi, utilizzandoli cosi per acquistare di nuovo le barche.

## Premi
Presentato in concorso al Festival di Berlino ha ottenuto il plauso del pubblico e il premio della giuria dell'Orso d'argento nella categoria dei cortometraggi adatti ai giovani.